# Алькет I
Алькет I (грец. Ἀλκέτας Α) — македонський цар династії Аргеадів, який правив у 6 столітті до н. е.

## Життєпис
Геродот згадує Алькета як сина царя Аеропа I. Євсевій Кесарійський визначає тривалість царювання Алкета в 29 років і зауважує, що жив той у часи, коли Кір був царем Персії. Пізніше ім'я Алькет носили царі Епіру. Саме ім'я є похідним від грецького «сильна людина».
Судячи з усього, Алькет був спокійним і стабільним правителем, який прагнув зберегти своє царство мирними засобами. На відміну від своїх попередників, він не втягував державу у непотрібні війни з тим, щоб розширити межі свого царства.